# Fresh & Easy
Fresh & Easy Neighborhood Market va ser una cadena de botigues de queviures a l'oest dels Estats Units amb seu a El Segundo. Era una subsidiària de Tesco, el tercer distribuïdor més gran del món, fins que el novembre de 2013 Yucaipa Companies va comprar Fresh & Market. Tenia previsions de creixement ràpid – les primeres botigues van obrir el novembre de 2007 i, després d'una pausa al segon quart de 2008, es va reprendre el procés d'obertura. Malgrat que tenia més de 200 botigues a Arizona, Califòrnia i a Nevada el desembre de 2012, pocs mesos més tard Tesco va confirmar que les tancaria. El 10 de setembre de 2013, Tesco va anunciar que transferirien la propietat i les operacions de més de 150 botigues al grup Yucaipa Companies de Ron Burkle. A principis d'octubre de 2013, Fresh & Easy es va declarar en bancarrota. El 23 d'octubre de 2015, Yucaipa va anunciar que tancaria totes les botigues Fresh & Easy.
El 30 d'octubre de 2015, Fresh & Easy va tornar a entrar en bancarrota per segon cop en dos anys.